# Altos hornos de Pont-à-Mousson

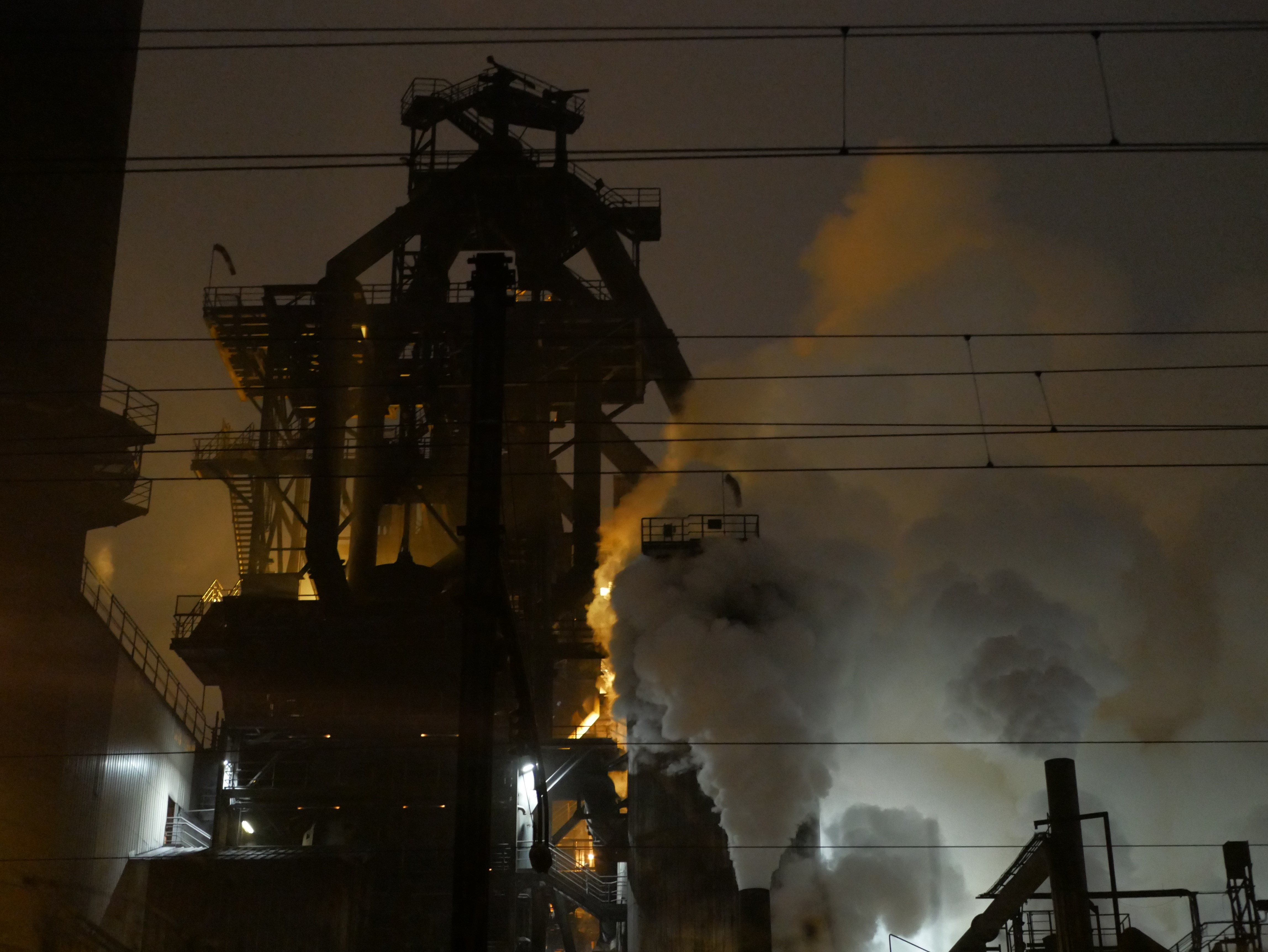
Alto horno Saint-Gobain nº 3, 2022.

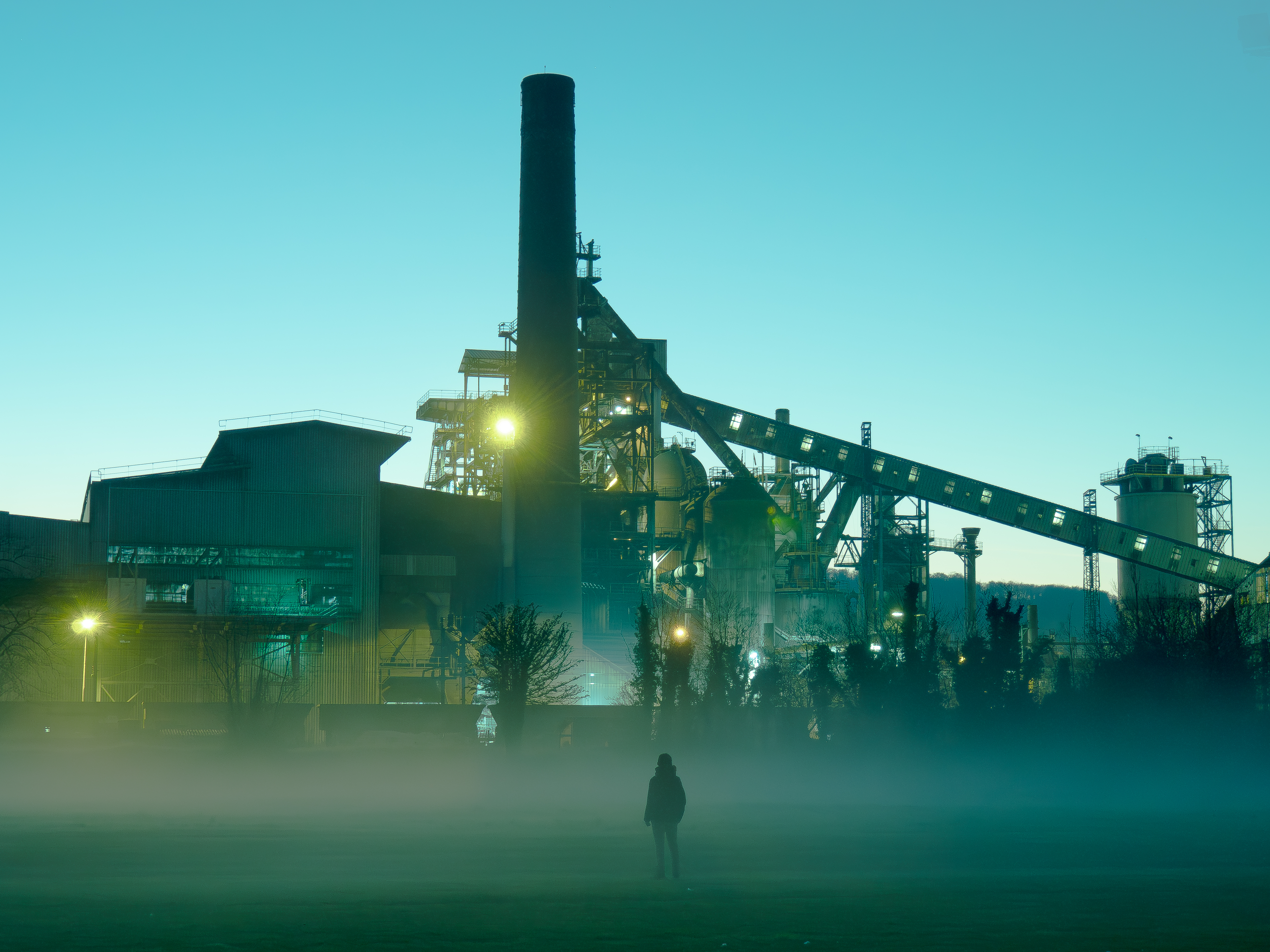
Acería de Pont-à-Mousson: vista de los altos hornos y estufas

Los altos hornos de Pont-à-Mousson (en francés: Usine sidérurgique de Pont-à-Mousson o Hauts-fourneaux de Pont-à-Mousson) es una acería francesa situada en la región de Lorena, en la localidad de Pont-à-Mousson. La compañía fue fundada en 1856 y desde 1970 es propiedad de Saint-Gobain PAM Canalisation, filial de la multinacional Saint-Gobain. La planta produce hierro fundido para tuberías y carreteras. Entre sus dirigentes destacaron Camille Cavallier y André Grandpierre. La acería es una de las tres últimas plantas que producen hierro fundido mediante un alto horno en Francia.

## Historia
La acería tiene su origen en el descubrimiento en 1850, por casualidad y durante un movimiento de tierras, del yacimiento de hierro de Marbache. Para poner en marcha la extracción se constituyó la Sociedad Civil de la Mina Marbache en 1856, que obtuvo la concesión dos años después, Inició pues sus trabajos en 1856 impulsada por el comerciante Frédéric Mansuy, con el objetivo de explotar el yacimiento de Marbache para el que acababa de adquirir la concesión. Desde el principio eligió al ingeniero Xavier Rogé como director de la fábrica En cinco años se pusieron en funcionamiento tres altos hornos (1856, 1857, 1861) pero la falta de capital propio obligó a la liquidación de la empresa. Para continuar la actividad, Xavier Rogé y nuevos socios se hicieron cargo de la empresa en 1862. La empresa fue adquirida por la sociedad colectiva y la sociedad en comandita simple "Haldy, Roechling y Compañía", con capital franco-alemán. En 1866, el director Rogé viajó a Inglaterra y se dio cuenta de que los tubos de hierro fundido para acueductos podían ofrecer una verdadera salida para la empresa. Un año más tarde se construyó un cuarto alto horno y Rogé decidió especializar la empresa en tuberías, decisión que tuvo fortuna y sigue vigente hasta el día de hoy. Con la ayuda de su compañero Camille Cavallier, ganó numerosos contratos en Francia y Europa desde principios de la década de 1870, como el de las tuberías de agua para la ciudad de París en 1883, y puso en marcha un quinto alto horno en 1894.

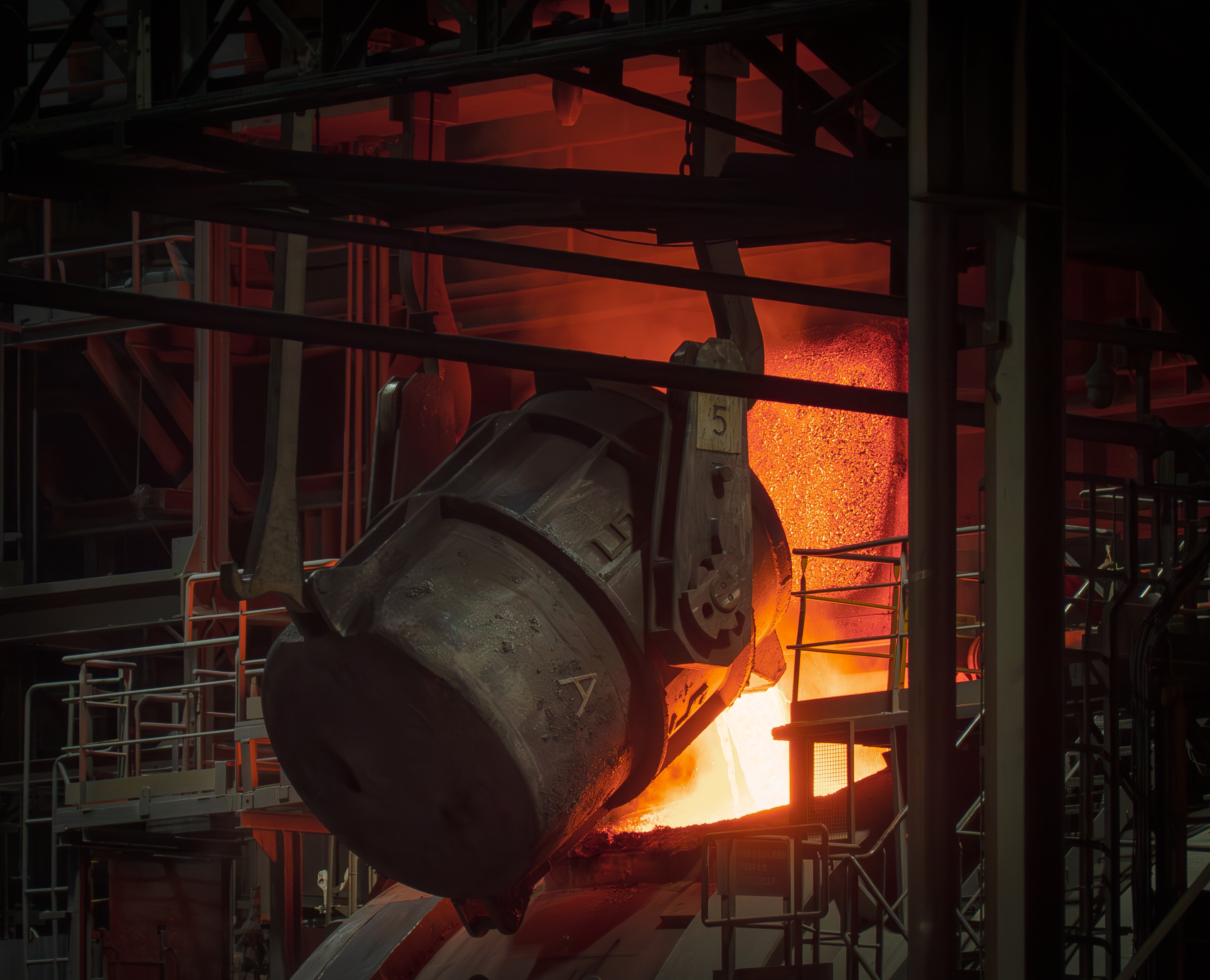
Bidón de hierro fundido en un alto horno.

Desde finales de la década de 1880, Xavier Rogé delegó progresivamente la gestión en Camille Cavallier, quien tomó el relevo tras su muerte en 1900. Cavallier renovó considerablemente la empresa, absorbiendo competidores, abriendo nuevas fábricas, internalizando el suministro de materias primas y desarrollando su red de distribución en Francia y en el extranjero, a la par que perseveraba en la estrategia iniciada por su predecesor y centrada en las tuberías. Su nombre comercial cambió a "Haldy Roechling y Cía", aunque su sonido germánico era visto como un obstáculo para los negocios. A partir de entonces se llamará "Empresa de altos hornos y fundiciones de Pont-à-Mousson". En 1905, su dominio minero, en las cuencas de Brieg y Nancy, comprendía una decena de concesiones, asignadas o compradas, de canteras de piedra, 7500 ha de tierra de carbón. En 1926 la empresa contaba con 8 fábricas, numerosas participaciones y filiales Entre 1900 y 1926, la producción de la empresa aumentó de 80.000 toneladas a 237.000 toneladas.
Cuando Camille Cavallier murió en 1926 el accionariado de la empresa se repartió principalmente entre sus herederos, los de Xavier Rogé, el coronel Plassiart y el banquero Paul Lenglet, a los que había vinculado en vida mediante un pacto a través de la sociedad financiera Filor (Financière Lorraine). Este pacto duró hasta 1964, cuando el número de altos hornos se redujo a cuatro.
Desde la muerte de Cavallier en 1926, la empresa pasó a manos de su yerno Marcel Paul-Cavallier y luego de André Grandpierre, tras la Segunda Guerra Mundial En 1946, bajo el nombre de "Compañía Pont-à-Mousson ", la empresa se convierte en un holding, con participaciones en empresas industriales con actividades muy diversas.
En 1939, el grupo participó en la Feria Mundial de Nueva York.
En 1970, bajo la dirección de Roger Martin, la empresa se fusionó con Saint-Gobain, Con el declive de la industria siderúrgica en la región de Lorena entre los años 1975-1990, el número de altos hornos en la planta se redujo a tres pero la empresa se expandió y continuó produciendo sistemas de tuberías
En 2019, la planta se benefició de la transferencia de la actividad de fundición de tubos del sitio de Saarbrücken-Brebach (Alemania) a los de Pont-à-Mousson y Foug.
En 2021, la fábrica alcanzó una facturación de mil millones de euros, de los cuales la mitad se exportaron.

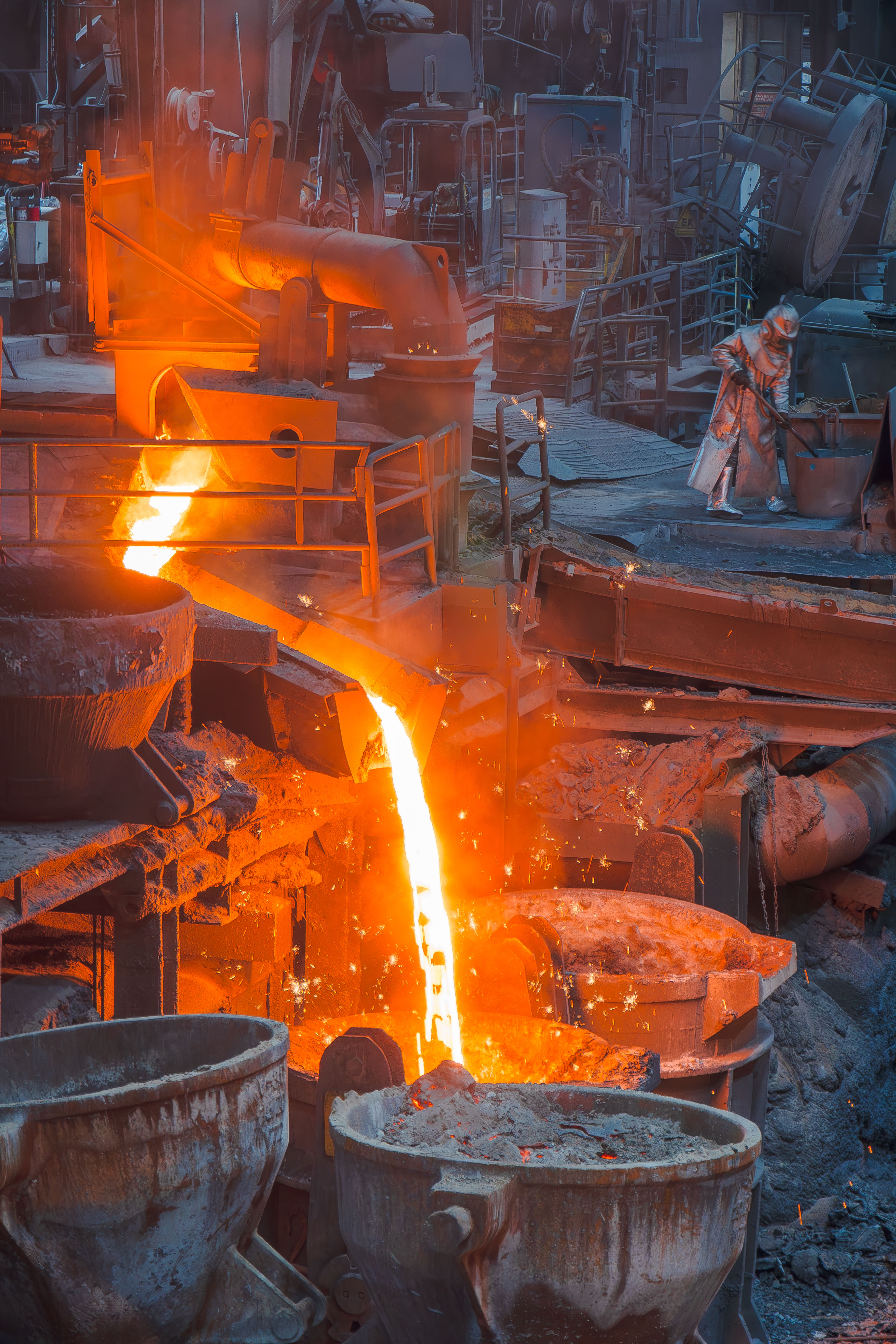
Fundición en el interior de la fábrica.

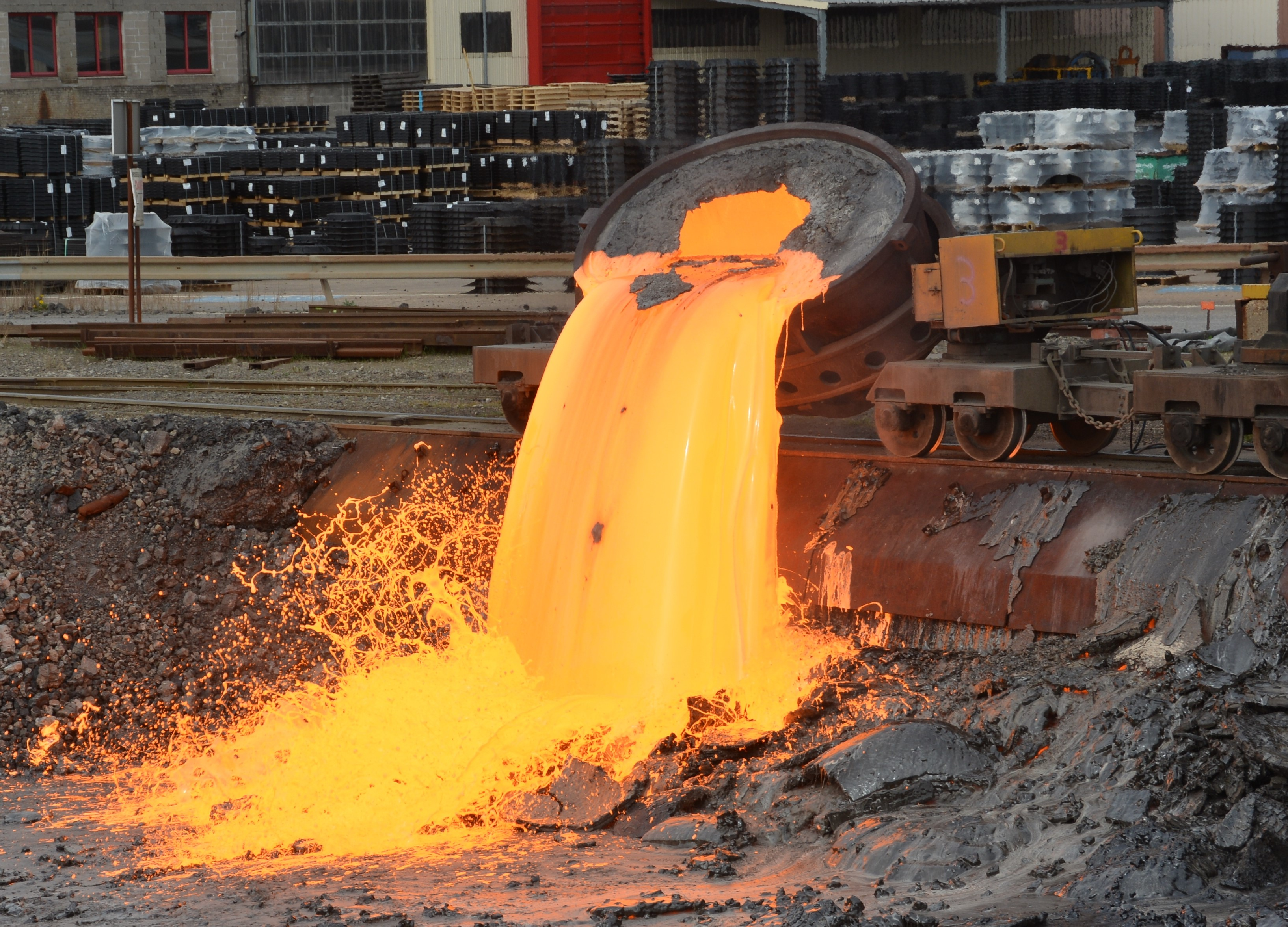
Derrame de escoria, 2022. Los residuos de altos hornos se reutilizarán en ingeniería civil.

## Herramientas de producción

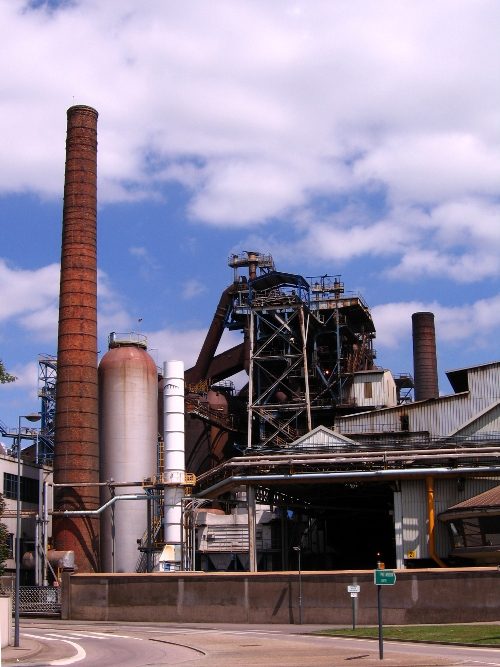
Alto horno en 2008.

La planta se abastece de tres altos hornos, cada uno con una capacidad anual de 200.000 toneldas de hierro fundido, de los cuales solo uno se encuentra aún en funcionamiento. Desde el cierre de los altos hornos de la acería de Florange en 2011, sigue siendo una de las tres últimas acerías francesas que producen hierro fundido.
El primer alto horno se cerró en 2009, cuando la demanda anual cayó por debajo de 400.000 toneladas. La decisión de reducir los altos hornos se anunció en 2011, tras un nuevo descenso de la actividad en el sector de la construcción de carreteras, cuando la empresa empleaba a poco más de 1.000 asalariados. El desmantelamiento del HF1 comenzó en 2022.
En efecto, en 2021, el grupo anunció que invertiría 10 millones de euros en la instalación de un horno de inducción con una capacidad anual de 120.000 toneladas de hierro fundido líquido. El uso de este horno podría reducir en un 10 %  CO2 vinculadas a su producción de hierro fundido.

## Productos
La empresa está organizada para tres actividades principales: agua y saneamiento, carreteras y edificación. La planta produce hierro fundido, que no está destinado a ser transformado en acero. Esta fundición se utiliza en particular para la producción de tubos de fundición centrífuga. Los productos se utilizan para redes de agua, redes de saneamiento, tuberías industriales o incluso para carreteras (tapas de registro, pozos, etc.) La planta produce más de 2 km de tuberías por día.

## Artículos relacionados
- Saint-Gobain
- Fundición centrifugada